# Verena Jooß
Pour les articles homonymes, voir Joos (homonymie).
Verena Jooß, née le 9 janvier 1979 à Karlsruhe, est une coureuse cycliste allemande. Elle a été médaillée de bronze de la poursuite par équipes aux championnats du monde de 2008 à Manchester et championne d'Allemagne de poursuite en 2004, 2005 et 2007.

## Palmarès sur piste

### Championnats du monde
- Manchester 2008
  -  Médaillée de bronze de la poursuite par équipes
- Pruszkow 2009
  - 7e de la poursuite par équipes
  - 10e de la poursuite individuelle
- Apeldoorn 2011
  - 11e de la poursuite individuelle

### Coupe du monde
- 2006-2007
  - 2e de la poursuite à Los Angeles
- 2007-2008
  - 1re de la poursuite par équipes à Copenhague
- 2008-2009
  - 3e de la poursuite par équipes à Copenhague
- 2009-2010
  - 2e de la poursuite par équipes à Manchester

### Championnats d'Europe
- Pruszków 2010
  -  Médaillée de bronze de la poursuite par équipes

### Championnats nationaux
- Champion d'Allemagne de poursuite en 2004, 2005, 2007 et 2008
- Champion d'Allemagne de vitesse par équipes en 2011 (avec Miriam Welte)

## Palmarès sur route
- 2006
  -  Médaillée de bronze du championnat du monde universitaire du contre-la-montre